# Razz (póquer)

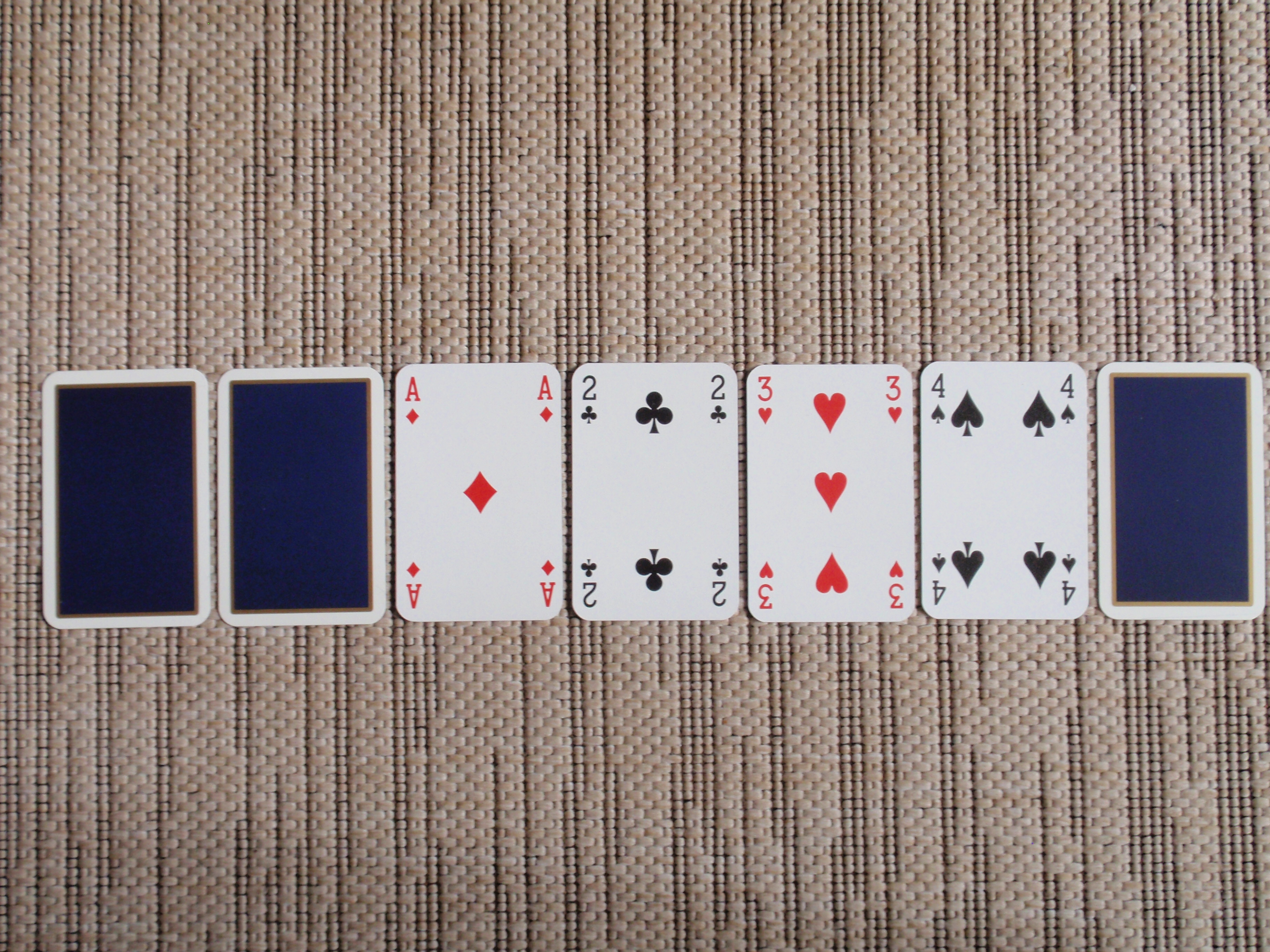
Una mano de Razz.

Razz es una variante del póquer, derivado del Seven-card stud, donde al jugador se le entregan siete cartas. El objetivo es obtener la mano más baja (sistema Ace-to-five) de las siete disponibles, siendo la mejor posible 5-4-3-2-A. Razz se juega con apuestas fijas (similar al Fixed Limit).
Razz está incluido dentro del juego mixto H.O.R.S.E.

## Reglas
Para las descripciones que siguen a continuación se asume cierta familiaridad con la forma de jugar de Póquer, y con las manos de póquer.
Al igual que en stud poker, los jugadores (con un máximo de ocho) deben colocar una apuesta obligatoria, ante. Luego, el repartidor entrega dos cartas cubiertas y una expuesta a cada uno. El jugador con la carta expuesta más alta debe pagar una apuesta obligatoria, o bring in. Siguiendo la ronda en sentido a las agujas del reloj, los demás jugadores pueden igualar, aumentar, o retirarse del juego. 
El repartidor nuevamente entrega una carta abierta (conocida como "cuarta calle", fourth street). El jugador con la mano más baja, de las dos visibles, inicia la apuesta (o puede pasar). Una quinta y una sexta carta, con sus respectivas rondas de apuestas, fifth street y sixth street son expuestas. De igual manera la ronda se inicia con el jugador que tenga la mano más baja visible.
Una última carta cerrada es entregada, las apuestas se inicia de la misma manera.

### Show Down
Finalmente, la muestra de cartas si fuera necesario para dirimir al ganador entre los jugadores que todavía estén en la mano.

## Serie Mundial de Póquer
Razz ha sido un evento de la Serie Mundial de Póquer desde 1973, cuando Sam Angel ganó el primer gran premio de $32.000. Los eventos de Razz no atraen a tantos jugadores en comparación a juegos populares como Texas hold 'em. Este torneo fue transmitido por primera vez en ESPN en 2004.